# 주세페 페아노
주세페 페아노(이탈리아어: Giuseppe Peano IPA: [dʒuˈzɛppe peˈaːno], 1858년 8월 27일 ~ 1932년 4월 20일)는 이탈리아의 수학자이자 철학자이다. 집합론의 발전에 크게 기여하였다.

## 생애
이탈리아 쿠네오 근처의 작은 마을인 스피네타(이탈리아어: Spinetta)에서 태어났다. 토리노에서 고등학교를 나왔고, 토리노 대학교에 1876년에 입학하여 1880년에 졸업하였다. 이후 토리노 대학교에서 조교로 있었고, 1882년부터는 미적분학 과목을 가르치기 시작하였다. 1884년에는 지도 교수 안젤로 제노키(이탈리아어: Angelo Genocchi)의 미적분학 교재를 대필하였고, 몇 년 뒤 수리논리학에 대한 책을 스스로의 이름으로 출판하였다. 이 책에서 합집합(∪)과 교집합(∩)에 대한 현대적인 기호가 최초로 등장하였다.

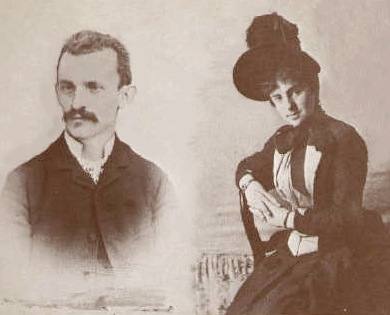
페아노 부부의 결혼 사진 (1887년)

1887년에 화가의 딸인 카롤라 크로시오(이탈리아어: Carola Crosio)와 결혼하였다.
1889년 《산술의 원리》에서 데데킨트와 헤르만 그라스만의 아이디어를 활용하여 자연수에 관한 공리로부터 유리수를 이끌어 내는 데 성공하였다.
1890년에 토리노 대학교 정교수가 되었다.
1932년 4월 20일에 심장마비로 사망하였다. 사망 전날까지 활발하게 강의를 계속하였다고 한다.